# Campionato europeo maschile under 18 di pallavolo
Il campionato europeo maschile under 18 di pallavolo è una competizione pallavolistica, organizzata dalla CEV, per squadre nazionali europee, riservata a giocatori con un'età inferiore di 18 anni.
Dal 1995 al 2017 la competizione è stata riservata a giocatori con un'età inferiore di 19 anni.

## Edizioni
| Edizione                                                             | Edizione                    | Podio     | Podio     | Podio     |
| Anno                                                                 | Organizzatore               | Campione  | Seconda   | Terza     |
| -------------------------------------------------------------------- | --------------------------- | --------- | --------- | --------- |
| Dal 1995 al 2017 la competizione è riservata alle nazionali under 19 |                             |           |           |           |
| 1995 Dettagli                                                        | Spagna                      | Russia    | Italia    | Polonia   |
| 1997 Dettagli                                                        | Slovacchia                  | Italia    | Grecia    | Polonia   |
| 1999 Dettagli                                                        | Polonia                     | Russia    | Germania  | Rep. Ceca |
| 2001 Dettagli                                                        | Rep. Ceca                   | Russia    | Polonia   | Francia   |
| 2003 Dettagli                                                        | Croazia                     | Russia    | Polonia   | Italia    |
| 2005 Dettagli                                                        | Lettonia                    | Polonia   | Francia   | Italia    |
| 2007 Dettagli                                                        | Austria                     | Francia   | Polonia   | Belgio    |
| 2009 Dettagli                                                        | Paesi Bassi                 | Francia   | Serbia    | Russia    |
| 2011 Dettagli                                                        | Turchia                     | Serbia    | Francia   | Russia    |
| 2013 Dettagli                                                        | Bosnia ed Erzegovina Serbia | Russia    | Polonia   | Belgio    |
| 2015 Dettagli                                                        | Turchia                     | Polonia   | Italia    | Turchia   |
| 2017 Dettagli                                                        | Ungheria Slovacchia         | Rep. Ceca | Italia    | Turchia   |
| Dal 2018 la competizione è riservata alle nazionali Under-18         |                             |           |           |           |
| 2018 Dettagli                                                        | Rep. Ceca Slovacchia        | Germania  | Rep. Ceca | Italia    |
| 2020 Dettagli                                                        | Italia                      | Italia    | Rep. Ceca | Polonia   |
| 2022 Dettagli                                                        | Georgia                     | Italia    | Francia   | Bulgaria  |
| 2024 Dettagli                                                        | Bulgaria                    | Francia   | Italia    | Polonia   |

## Medagliere
| Pos. | Squadra   | 1º posto | 2º posto | 3º posto | Totale |
| ---- | --------- | -------- | -------- | -------- | ------ |
| 1    | Russia    | 5        | -        | 2        | 7      |
| 2    | Italia    | 3        | 4        | 3        | 10     |
| 3    | Francia   | 3        | 3        | 1        | 7      |
| 4    | Polonia   | 2        | 4        | 4        | 10     |
| 5    | Rep. Ceca | 1        | 2        | 1        | 4      |
| 6    | Germania  | 1        | 1        | -        | 2      |
| 6    | Serbia    | 1        | 1        | -        | 2      |
| 8    | Grecia    | -        | 1        | -        | 1      |
| 9    | Belgio    | -        | -        | 2        | 2      |
| 9    | Turchia   | -        | -        | 2        | 2      |
| 11   | Bulgaria  | -        | -        | 1        | 1      |